# Dustin Poirier
Dustin Glenn Poirier (Lafayette, 19 de janeiro de 1989) é um ex-lutador estadunidense de artes marciais mistas profissional. Ele competiu na categoria peso-leve do Ultimate Fighting Championship (UFC), onde foi campeão interino dos leves do UFC. Ele é considerado um dos maiores pesos-leves de todos os tempos. Poirier também disputou o cinturão linear dos leves do UFC três vezes e o cinturão BMF duas vezes. Ele detém o recorde de mais vitórias por nocaute ou nocaute técnico na divisão dos pesos-leves do UFC, empatado com Drew Dober.

## Biografia
Poirier nasceu em Lafayette, Louisiana, e é de ascendência Cajun. Ele frequentou a Northside High School por um curto período, mas abandonou os estudos no nono ano por se envolver repetidamente em problemas e brigas de rua.

## Carreira no MMA

### Início de carreira
Poirier se profissionalizou em 2009, rapidamente acumulou um cartel de 7–0, competindo principalmente em promoções regionais em sua terra natal, a Louisiana, e no Sul dos Estados Unidos. Fragmentos do início da carreira de Poirier no MMA na Louisiana são retratados no documentário Fightville.

### World Extreme Cagefighting
Poirier perdeu por decisão unânime para Danny Castillo em sua estreia no WEC em 18 de agosto de 2010, no WEC 50.
Poirier derrotou Zach Micklewright por nocaute técnico no primeiro round em 11 de novembro de 2010, no WEC 52.

### Ultimate Fighting Championship

#### 2010
Em outubro de 2010, o World Extreme Cagefighting se fundiu com o Ultimate Fighting Championship. Como parte da fusão, todos os lutadores do WEC foram transferidos para o UFC.
Após a fusão do UFC com o WEC, o recém-coroado campeão peso-pena do UFC José Aldo estava escalado para fazer sua primeira defesa contra o desafiante número 1, Josh Grispi, no UFC 125. Aldo, então, teve que se retirar da luta devido a uma lesão nas costas em 23 de novembro de 2010. Poirier concordou em substituí-lo e enfrentar Grispi no evento em 1 de janeiro de 2011. Poirier venceu a luta por decisão unânime.

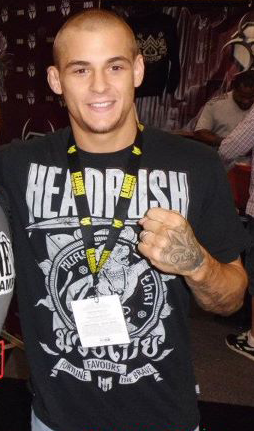
Poirier em 2011

#### 2011
Esperava-se que Poirier enfrentasse Rani Yahya em 11 de junho de 2011, no UFC 131. No entanto, Yahya foi forçado a sair da luta devido a uma lesão e foi substituído pelo estreante na organização, Jason Young. Poirier derrotou Young por decisão unânime após três rounds.
Poirier enfrentou Pablo Garza em 12 de novembro de 2011, no UFC on Fox: Velasquez vs. Dos Santos. Poirier derrotou Garza por finalização com um estrangulamento D'arce no segundo round.

#### 2012
Esperava-se que Poirier enfrentasse Erik Koch em 4 de fevereiro de 2012, no UFC 143. No entanto, Koch se retirou da luta, citando uma lesão, e foi substituído por Ricardo Lamas. Então, apenas duas semanas depois, Lamas teve que se retirar da luta com uma lesão, deixando Poirier novamente sem um oponente. Uma semana depois, Max Holloway concordou em entrar para lutar contra Poirier. Poirier derrotou Holloway no primeiro round com uma chave de braço em triângulo na posição montada, ganhando o bônus de Finalização da Noite.
Poirier enfrentou Chan Sung Jung em 15 de maio de 2012, na luta principal do UFC on Fuel TV: Korean Zombie vs. Poirier. Essa foi a primeira vez que Poirier foi escalado para uma luta principal, e a oportunidade já vinha com a promessa de que o vencedor se tornaria o próximo desafiante ao título dos penas. Jung derrotou Poirier por finalização técnica com um estrangulamento D'Arce no quarto round. A performance rendeu a ambos os participantes o prêmio de Luta da Noite. A luta foi homenageada como Luta do Ano por diversas publicações ao final de 2012.
Poirier derrotou Jonathan Brookins em 15 de dezembro de 2012, no The Ultimate Fighter: Team Carwin vs. Team Nelson Finale, com finalização por estrangulamento D'Arce.

#### 2013
Poirier retornou rapidamente à ação, fazendo sua segunda luta em 63 dias ao entrar substituindo Dennis Siver que estava lesionado. Poirier enfrentou Cub Swanson no co-evento principal em 16 de fevereiro de 2013, no UFC on Fuel TV: Barão vs. McDonald. Durante a luta, ambos os lutadores conectaram socos que pareceram machucar um ao outro. Poirier aplicou chutes na perna e quedas. Swanson retaliou com chutes na cabeça e tentativas de finalização. Poirier perdeu a luta por decisão unânime (29-28, 30–27, 30–27).
Poirier enfrentou Erik Koch em 31 de agosto de 2013, no UFC 164. Poirier machucou Koch com socos durante toda a luta, o derrubando com um soco perto do final do primeiro round e quase finalizando a luta. Ele venceu o combate por decisão unânime. Após a vitória, Poirier queria uma revanche com Cub Swanson. Ele disse ao repórter Ariel Helwani que Swanson precisava "ser homem".
Poirier enfrentou Diego Brandão em 28 de dezembro de 2013, no UFC 168. Ele venceu a luta por nocaute no primeiro round.

#### 2014
Poirier enfrentou Akira Corassani no The Ultimate Fighter Nations Finale: Bisping vs. Kennedy em 16 de abril de 2014. Ele venceu a luta por nocaute técnico no segundo round. A vitória também rendeu a Poirier seu segundo prêmio de Luta da Noite.
Poirier enfrentou Conor McGregor em 27 de setembro de 2014, no UFC 178. Ele perdeu a luta por nocaute técnico no primeiro round. Esta foi a primeira vez que Poirier foi nocauteado. Após a luta, Poirier disse: "Eu sempre vi isso como algo positivo, mas a luta com Conor McGregor foi o ponto de virada. Lembro que eu estava nos bastidores me preparando para entrar e o vi, e ele deu um sorriso e apontou para mim. Não sei por que, mas aquilo realmente me atingiu, cara. Realmente mexeu com a minha cabeça."
Após a derrota, Poirier subiu de categoria de peso para a divisão dos leves. Poirier disse que foi porque os cortes de peso o estavam distraindo do treinamento. Ele também afirmou que nunca voltaria para o peso-pena nem subiria para o peso-meio-médio. "Esta é a divisão (peso-leve) na qual vou ganhar o cinturão", disse Poirier em uma entrevista.

#### 2015
Poirier enfrentou Carlos Diego Ferreira em uma luta no peso-leve em 4 de abril de 2015, no UFC Fight Night: Mendes vs. Lamas. Ele venceu a luta por nocaute no primeiro round. A vitória também rendeu a Poirier seu primeiro prêmio de Performance da Noite e um pagamento divulgado de US$ 118.000, o maior pagamento divulgado recebido por Poirier na época.
Poirier enfrentou Yancy Medeiros em 6 de junho de 2015, no UFC Fight Night: Boetsch vs. Henderson. Ele venceu a luta por nocaute técnico no primeiro round, após derrubar Medeiros duas vezes com socos. A vitória também rendeu a Poirier seu segundo prêmio de Performance da Noite.

#### 2016
Esperava-se que Poirier enfrentasse Joseph Duffy em 24 de outubro de 2015, no UFC Fight Night: Holohan vs. Smolka. No entanto, Duffy se retirou da luta em 21 de outubro, três dias antes do evento, após sofrer uma concussão durante uma sessão de sparring. Por sua vez, o confronto foi remarcado e ocorreu em 2 de janeiro de 2016, no UFC 195. Poirier venceu a luta por decisão unânime. Após a luta, Poirier foi hospitalizado por um nariz quebrado. Ele ficou afastado por seis semanas devido à lesão.
Poirier em seguida enfrentou Bobby Green em 4 de junho de 2016, no UFC 199. Ele venceu a luta por nocaute no primeiro round. Poirier recebeu um pagamento divulgado de US$ 110.000, o segundo maior pagamento divulgado recebido por Poirier em sua carreira até aquele momento.
Poirier enfrentou Michael Johnson em sua segunda luta principal em 17 de setembro de 2016, no UFC Fight Night: Poirier vs. Johnson. Poirier perdeu a luta por nocaute no primeiro round.

#### 2017
Poirier enfrentou Jim Miller em 11 de fevereiro de 2017, no UFC 208. Poirier acertou socos em Miller contra a grade, o que pareceu machucá-lo. Em resposta, Miller chutou repetidamente as pernas de Poirier. Mais tarde, Miller derrubou Poirier no chão e falhou em uma tentativa de kimura. Poirier venceu a luta disputada por decisão majoritária. A vitória também rendeu a Poirier US$ 50.000 e seu terceiro prêmio de Luta da Noite. Devido às lesões sofridas durante a luta, Poirier foi suspenso por tempo indeterminado.
Após a suspensão, Poirier lutou contra Eddie Alvarez em 13 de maio de 2017, no UFC 211. Poirier abalou Alvarez no segundo round, mas foi subsequentemente derrubado quando Alvarez aplicou duas joelhadas ilegais enquanto Poirier estava contra a grade. Como a comissão do Texas não operava sob as novas regras unificadas, o árbitro Herb Dean declarou a luta como sem resultado, pois ele não acreditava que Alvarez sabia que Poirier era um oponente no chão no momento do golpe.
Poirier enfrentou o ex-campeão peso-leve do UFC Anthony Pettis em 11 de novembro de 2017, no UFC Fight Night: Poirier vs. Pettis. Ele venceu a luta por nocaute técnico após Pettis bater em desistência devido a uma costela quebrada quando Poirier aplicou um triângulo no corpo de Pettis no terceiro round. Esta luta também lhe rendeu o prêmio de Luta da Noite.

#### 2018
Após a luta com Pettis, Poirier assinou um novo contrato com o UFC, embora ainda tivesse três lutas restantes em seu contrato anterior. Poirier enfrentou Justin Gaethje em 14 de abril de 2018, no UFC on Fox: Poirier vs. Gaethje. Ele venceu a luta por nocaute técnico no quarto round. Esta luta lhe rendeu o prêmio de Luta da Noite.
Poirier enfrentou Eddie Alvarez em uma revanche em 28 de julho de 2018, no UFC on Fox: Alvarez vs. Poirier II. Ele venceu a luta por nocaute técnico no segundo round. Esta vitória lhe rendeu o prêmio de Performance da Noite.
Em 3 de agosto de 2018, foi anunciado que Poirier havia concordado em lutar contra Nate Diaz em 3 de novembro de 2018, no Madison Square Garden. Esperava-se que a luta fosse o co-evento principal do UFC 230. No entanto, em 10 de outubro de 2018, foi anunciado que Poirier se retirou devido a uma lesão no quadril e, como resultado, a luta foi cancelada.

### Campeão Peso-Leve Interino do UFC

#### 2019
Como resultado do incidente com Khabib Nurmagomedov no UFC 229, o então campeão peso-leve Nurmagomedov não pôde defender seu título indiscutível até o final de 2019, o que levou a uma disputa de cinturão interino da divisão. Pelo cinturão interino dos leves do UFC, Poirier enfrentou o campeão peso-pena do UFC Max Holloway em 13 de abril de 2019, no UFC 236. Ele venceu a luta disputada por decisão unânime para conquistar o título e também quebrar a sequência de treze vitórias de Holloway. Esta luta também lhe rendeu o prêmio de Luta da Noite, seu quarto bônus de performance consecutivo.
Poirier enfrentou o invicto e indiscutível campeão peso-leve do UFC Khabib Nurmagomedov em 7 de setembro de 2019, em uma luta de unificação de cinturão no UFC 242. Ele perdeu a luta por finalização com um mata-leão no terceiro round.

#### 2020
Poirier enfrentou Dan Hooker em 27 de junho de 2020, no UFC on ESPN: Poirier vs. Hooker. Ele venceu a emocionante e disputada luta por decisão unânime. Esta luta lhe rendeu seu sétimo prêmio de Luta da Noite. A luta foi amplamente considerada uma das melhores do ano e foi uma candidata a múltiplos prêmios.

#### 2021
Como a primeira luta de seu novo contrato, Poirier enfrentou Conor McGregor em uma revanche da luta de 2014, no UFC 257 em 24 de janeiro de 2021. Ele venceu a luta por nocaute técnico no segundo round, se tornando a primeira pessoa a derrotar McGregor por nocaute em uma luta de MMA. Esta vitória lhe rendeu o prêmio de Performance da Noite.
Poirier enfrentou McGregor em uma trilogia no UFC 264 em 10 de julho de 2021. Poirier venceu a luta no primeiro round por nocaute técnico após o médico do octógono interromper o combate devido a McGregor sofrer uma fratura na tíbia, o que o deixou incapaz de continuar.
Poirier enfrentou o campeão peso-leve do UFC Charles Oliveira pelo cinturão peso-leve em 11 de dezembro de 2021, no UFC 269. Ele perdeu a luta por finalização com um mata-leão em pé no terceiro round.

#### 2022
Poirier enfrentou Michael Chandler em 12 de novembro de 2022, no UFC 281. Ele venceu a luta por finalização com um mata-leão no terceiro round. Esta luta lhe rendeu o prêmio de Luta da Noite.

#### 2023
Poirier enfrentou Justin Gaethje em uma revanche da luta de 2018, pelo cinturão simbólico "BMF" do UFC, em 29 de julho de 2023, no UFC 291. Ele perdeu a luta por nocaute com um chute na cabeça no segundo round.

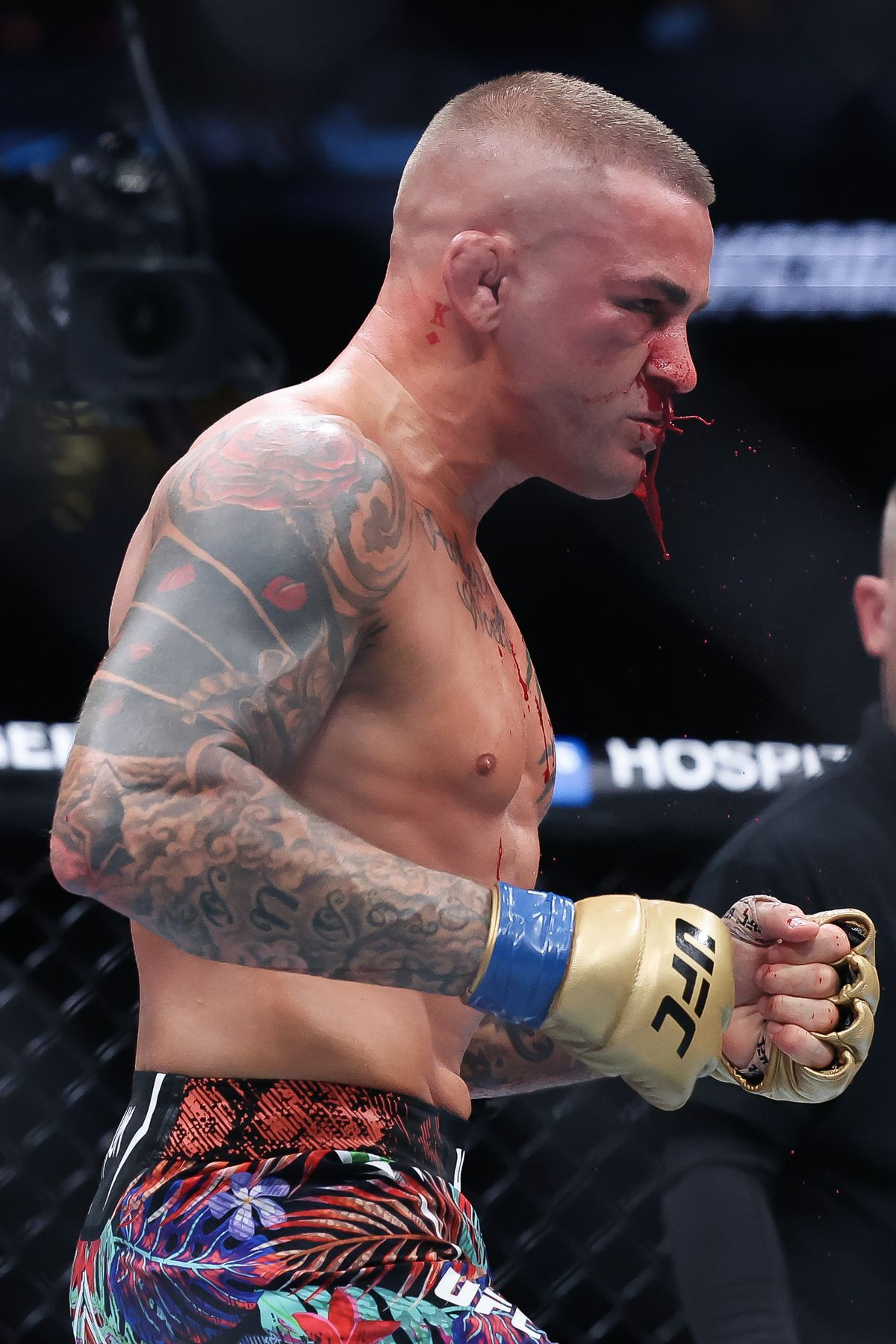
Poirier em 2024 no UFC 302

#### 2024
Poirier enfrentou Benoît Saint Denis em um co-evento principal de 5 rounds no UFC 299 em 9 de março de 2024. Ele venceu a luta por nocaute no segundo round. Esta luta lhe rendeu outro prêmio de Luta da Noite.
Poirier enfrentou o campeão peso-leve do UFC Islam Makhachev pelo cinturão da divisão no UFC 302 em 1 de junho de 2024. Ele perdeu a luta por um estrangulamento D'Arce no quinto round. Esta luta lhe rendeu outro prêmio de Luta da Noite e um bônus de US$ 50.000.

#### 2025
Em sua luta de aposentadoria, Poirier enfrentou o ex-campeão peso-pena do UFC Max Holloway em uma luta de trilogia pelo cinturão simbólico "BMF" do UFC em 19 de julho de 2025, no UFC 318, em seu estado natal da Louisiana. Poirier perdeu a luta por decisão unânime dos juízes e se aposentou no octógono.

## Treinamento
Poirier costumava treinar na Gladiators Academy sob o comando do lutador de MMA aposentado Tim Credeur. Após sua derrota para Chan Sung Jung em 2012, Poirier se mudou para a American Top Team.

## Estilo de luta

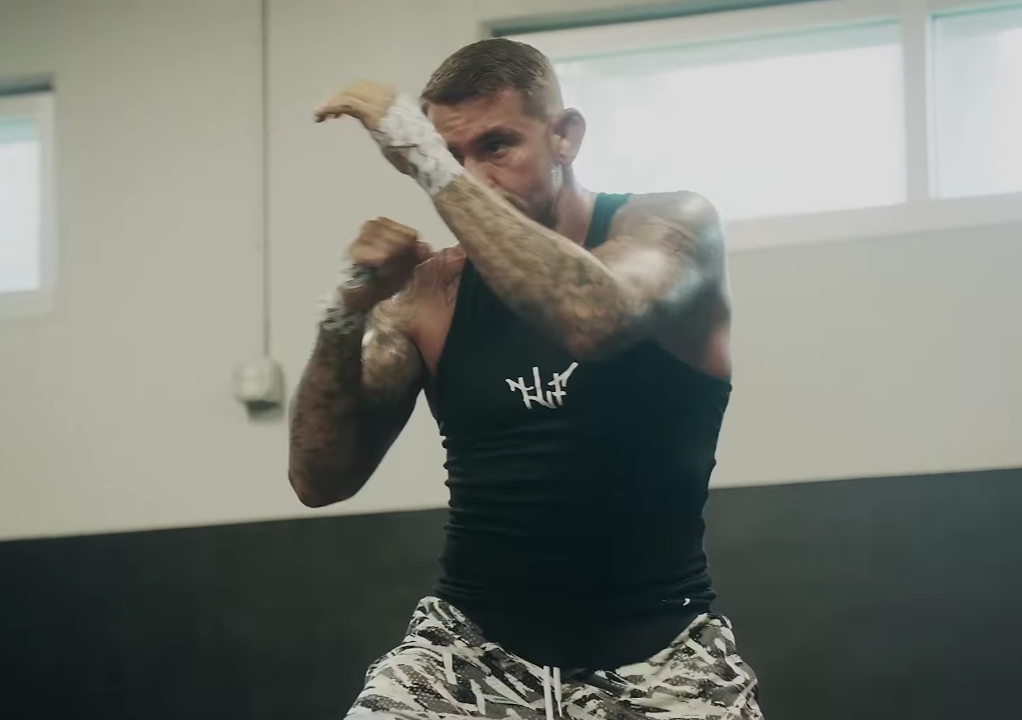
Base de Poirier

Poirier é faixa-preta de Jiu-jítsu brasileiro sob o comando de Tim Credeur, mas geralmente finaliza seus oponentes por meio de sua proficiência na trocação desde os primeiros dias de sua carreira no UFC. Suas habilidades no boxe são elogiadas, e ele as demonstrou em vitórias significativas sobre trocadores de elite como Justin Gaethje, Eddie Alvarez, Dan Hooker, Max Holloway e Conor McGregor. Ele é conhecido por seu estilo de socos com troca de base e pelo uso extensivo do shoulder roll (técnica defensiva do boxe em que se gira levemente o ombro para desviar socos), bem como de bloqueios com o antebraço e cotovelo da defesa stonewall.

## Caridade

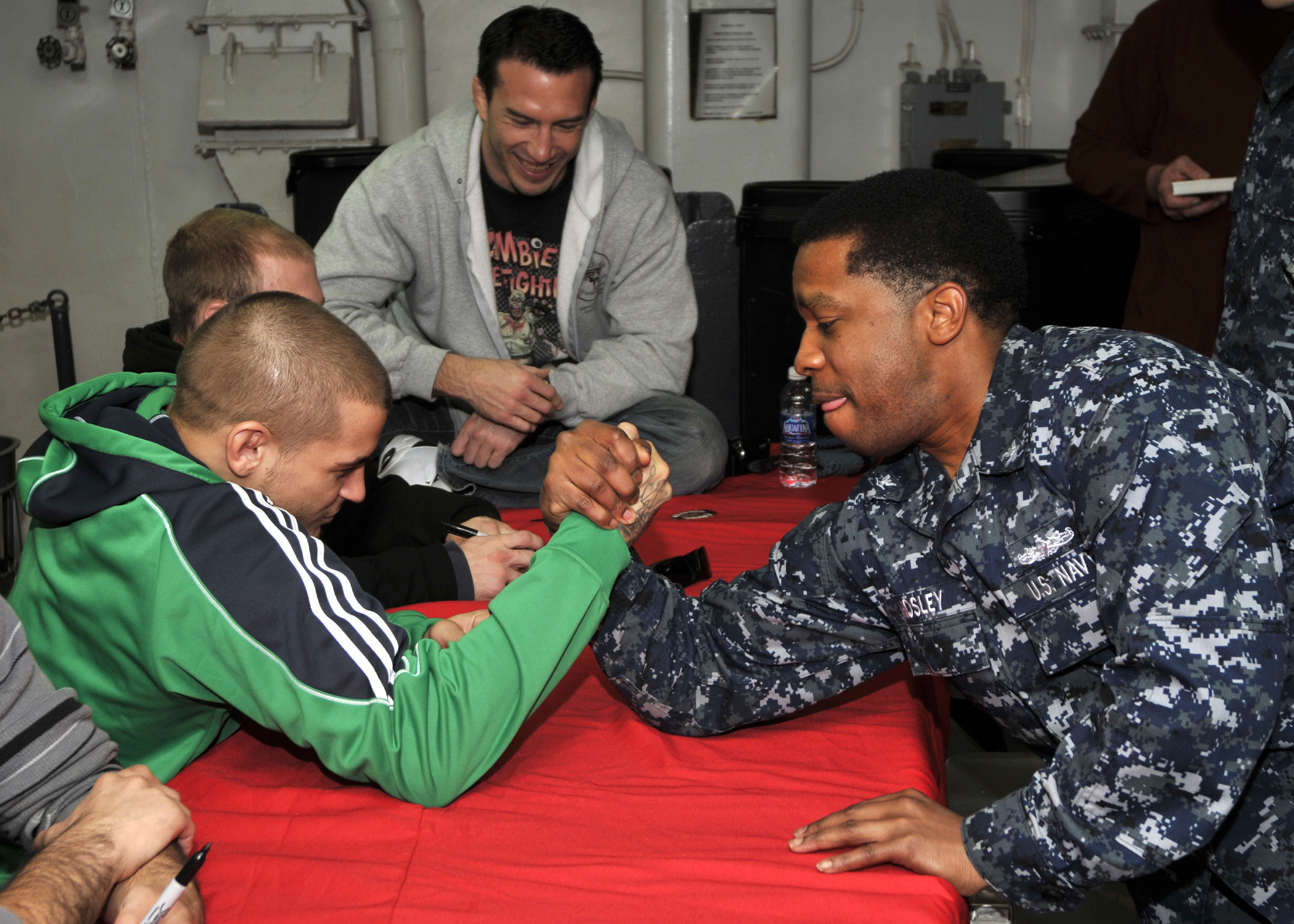
O Suboficial de Terceira Classe Christopher Mosley em uma queda de braço com Poirier a bordo do USS George Washington em 2011.

Poirier leiloou seu kit do UFC 211 no eBay para arrecadar dinheiro para o Second Harvest Food Bank. O maior lance pagou US$ 5.100 pela camisa, luvas, boné, bandagens e shorts de Poirier.
Em abril de 2018, Poirier e sua esposa fundaram a Good Fight Foundation. Poirier então leiloou também seus kits de luta do UFC Fight Night: Poirier vs. Pettis e do UFC on Fox: Poirier vs. Gaethje. O dinheiro arrecadado foi para a família de um policial falecido de Lafayette e para o Acadiana Outreach Center, respectivamente. Poirier também leiloou seu kit de luta do UFC on Fox: Alvarez vs. Poirier II e usou o dinheiro arrecadado para comprar 500 mochilas para crianças em idade escolar em sua cidade natal, Lafayette.
Após sua luta com Nurmagomedov no UFC 242, os dois trocaram de camisa após a luta. Em sua entrevista pós-luta, Nurmagomedov disse que venderia a camisa que Poirier lhe deu e doaria os lucros para a caridade de Poirier. Da mesma forma, Poirier anunciou que leiloaria seu equipamento de luta do UFC 242 para arrecadar fundos para a fundação. Após o evento, Poirier leiloou seu kit de luta com a camisa de entrada de Nurmagomedov por US$ 60.200. Simultaneamente, Nurmagomedov vendeu a camisa de entrada de Poirier por US$ 100.000, valor que foi igualado por Dana White, totalizando uma doação de US$ 200.000 para a fundação de Poirier. Segundo Poirier, sua fundação está trabalhando com a Fight for the Forgotten de Justin Wren para ajudar a fornecer água potável para o povo Batwa em Uganda.
Poirier estava escalado para enfrentar Garry Tonon em uma luta de grappling no evento SubStars em 21 de fevereiro de 2020, da qual Poirier doaria as vendas de seus ingressos e PPV e parte de sua bolsa para sua fundação. No entanto, Tonon sofreu uma lesão uma semana antes da luta e o confronto foi cancelado.
Durante a pandemia de COVID-19, a fundação de Poirier doou 1.000 refeições para os funcionários de três grandes hospitais em sua região natal de Lafayette.
Em 26 de junho de 2020, Poirier foi premiado com o Forrest Griffin Community Award pelo UFC por seu trabalho de caridade.
Em reconhecimento às contribuições de caridade de Poirier, o prefeito-presidente de Lafayette, Josh Guillory, declarou o dia 15 de março de 2021 como o "Dia de Dustin Poirier" em Lafayette, Louisiana, e concedeu a Poirier a chave da cidade.
Ainda no octógono, imediatamente após sua derrota para Charles Oliveira, Poirier prometeu vinte mil dólares (US$ 20.000) para uma instituição de caridade da escolha de Oliveira em seu Brasil natal, com o dinheiro eventualmente indo para o Instituto Charles Oliveira, que ensina artes marciais gratuitamente para crianças no Guarujá, Brasil.
Após o UFC 257, McGregor deveria doar US$ 500.000 para a Good Fight Foundation, como havia prometido antes da luta agendada. Em abril de 2021, Dustin Poirier afirmou que a doação não havia sido feita. A disputa foi uma fonte de controvérsia na mídia esportiva.
Em julho de 2023, Poirier passou um dia com um garoto de 17 anos paciente com câncer enquanto treinava para o UFC 291, como parte da Make-A-Wish Foundation.

## Empreendimentos

### Poirier's Louisiana Style Hot Sauce
Em 8 de dezembro de 2020, Poirier anunciou o lançamento de sua nova marca de molho picante Cajun, 'Poirier's Louisiana Style'. Em julho de 2021, uma edição especial 'Heatonist K.O.' também foi lançada.

### Rare Stash
Em 5 de janeiro de 2022, Poirier anunciou via Twitter o lançamento de seu bourbon 'Rare Stash'.

## Vida pessoal
Poirier ainda passa a maior parte do tempo em Lafayette com sua esposa e filha, mas treina na American Top Team no Sul da Flórida, para onde se muda antes das lutas. O casal teve sua primeira filha em 2016.
Poirier fez sua primeira tatuagem aos 14 anos. Atualmente, seu peito e braços são cobertos por tatuagens, incluindo uma em seu peito que diz 武士道 (bushidō), que significa "o caminho do guerreiro" em japonês.

## Filmografia

### Filmes
| Ano  | Título                          | Papel            | Notas                               |
| ---- | ------------------------------- | ---------------- | ----------------------------------- |
| 2011 | Fightville                      | Ele mesmo        | Personagem principal                |
| 2011 | Never Back Down 2: The Beatdown | Lutador de jaula | Participação especial não creditada |

### Videogames
| Ano  | Título          | Papel     | Notas              |
| ---- | --------------- | --------- | ------------------ |
| 2014 | EA Sports UFC   | Ele mesmo | Personagem jogável |
| 2016 | EA Sports UFC 2 | Ele mesmo | Personagem jogável |
| 2018 | EA Sports UFC 3 | Ele mesmo | Personagem jogável |
| 2020 | EA Sports UFC 4 | Ele mesmo | Personagem jogável |
| 2023 | EA Sports UFC 5 | Ele mesmo | Personagem jogável |

## Campeonatos e realizações
- Ultimate Fighting Championship
  -  Campeão Interino Peso-Leve do UFC (Uma vez)
  - Luta da Noite (Dez vezes) vs. Chan Sung Jung, Akira Corassani, Jim Miller, Anthony Pettis, Justin Gaethje 1, Max Holloway 2, Dan Hooker, Michael Chandler, Benoît Saint Denis e Islam Makhachev[37][49][72][77][80][92][97][109][114][118]
    - Empatado (Edson Barboza) com o maior número de bônus de Luta da Noite na história do UFC (com 10)[155]

  - Finalização da Noite (Uma vez)  vs. Max Holloway 1[33]
  - Performance da Noite (Quatro vezes)  vs. Carlos Diego Ferreira, Yancy Medeiros, Eddie Alvarez 2, e Conor McGregor 2[56][59][85][102]
    - Empatado (Joe Lauzon e Jim Miller) com o quarto maior número de bônus pós-luta na história do UFC (com 15)[156]
    - Sexto maior número de bônus pós-luta na história da divisão dos leves do UFC (com 12)[157]

  - Empatado (Jon Jones, Georges St-Pierre e Amanda Nunes) com o maior número de finalizações contra campeões atuais, ex-campeões ou futuros campeões do UFC (com 6)
  - Empatado (Vitor Belfort) com a 3ª maior sequência de lutas contra campeões atuais, ex-campeões ou futuros campeões do UFC (com 6)
  - Empatado (Jon Jones) com a 2ª maior sequência invicta contra campeões atuais, ex-campeões ou futuros campeões do UFC (com 5)
  - Empatado (Alex Pereira, Islam Makhachev e Merab Dvalishvili) com a 3ª maior sequência de vitórias contra campeões atuais, ex-campeões ou futuros campeões do UFC (com 4)
  - Empatado (Drew Dober) com o maior número de nocautes na história da divisão dos leves do UFC (com 9)[157]
    - Empatado (Anthony Johnson, Thiago Santos, Anderson Silva & Max Holloway) com o quarto maior número de nocautes na história moderna do UFC (com 11)[156]

  - Empatado (Demian Maia & Jon Jones) com o sexto maior número de vitórias na história do UFC (com 22)[156]
  - Empatado (Matt Brown) com o quinto maior número de finalizações na história do UFC (com 15)[156]
    - Empatado (Donald Cerrone, Drew Dober, Tony Ferguson & Islam Makhachev) com o quarto maior número de finalizações na história da divisão dos leves do UFC (10)[157]

  - Quinto maior número de knockdowns aplicados na história do UFC (com 15)[156]
  - Empatado (Donald Cerrone) com o terceiro maior número de knockdowns aplicados na história da divisão dos leves do UFC (com 11)[157]
  - Segundo maior número de golpes significativos conectados na história da divisão dos leves do UFC (com 1308)[157]
    - Quinto maior número de golpes totais conectados na história da divisão dos leves do UFC (com 1861)[157]

  - Quarto maior quantidade de golpes totais conectados na história da divisão dos leves do UFC (com 1631)
  - Possui vitórias sobre cinco ex-campeões do UFC - Max Holloway (duas vezes), Conor McGregor (duas vezes), Eddie Alvarez, Anthony Pettis, Justin Gaethje
  - Único lutador a ganhar o cinturão interino do UFC derrotando um campeão indiscutível do UFC na época
  - Prêmio Comunitário Forrest Griffin de 2020
  - UFC Honors Awards
    - 2019: Indicado a Luta do Ano – Escolha do Presidente vs. Max Holloway 2[158]
    - 2020: Indicado a Luta do Ano – Escolha do Presidente vs. Dan Hooker[159]
    - 2022: Indicado a Luta do Ano – Escolha do Presidente vs. Michael Chandler[160]
    - 2024: Indicado a Luta do Ano – Escolha do Presidente vs. Benoît Saint Denis[161]

  - UFC.com Awards
    - 2011: 7º lugar em Contratação do Ano[162] & 10º lugar em Zebra do Ano vs. Josh Grispi[163]
    - 2012: Prêmios do Meio do Ano: Melhor Luta do 1º Semestre[164] & 2º lugar em Luta do Ano vs. Chan Sung Jung[165]
    - 2017: 8º lugar em Lutador do Ano[166] & 4º lugar em Luta do Ano vs. Anthony Pettis[167]
    - 2018: 2º lugar em Luta do Ano vs. Justin Gaethje 1[168] & 9º lugar em Lutador do Ano[169]
    - 2019: 4º lugar em Luta do Ano vs. Max Holloway 2[170]
    - 2020: 3º lugar em Luta do Ano vs. Dan Hooker[171]
    - 2021: 6º lugar em Zebra do Ano vs. Conor McGregor 2[172] & 10º lugar em Nocaute do Ano vs. Conor McGregor 2[173]
    - 2022: 3º lugar em Luta do Ano vs. Michael Chandler[174]
    - 2024: 5º lugar em Luta do Ano vs. Benoît Saint Denis,[175] 4º lugar em Luta do Ano vs. Islam Makhachev[175] & Prêmios do Meio do Ano: Melhor Luta do 1º Semestre vs. Islam Makhachev[176]
- Federação Internacional de Esportes de Combate
  -  Campeão do Torneio Peso-Leve do ISCF (Uma vez)[177]
- MMAJunkie.com
  - 2014: Luta do Mês de Abril vs. Akira Corassani[178]
  - 2020: Luta do Mês de Junho vs. Dan Hooker[179]
  - 2021: Luta do Mês de Janeiro vs. Conor McGregor[180]
  - 2022: Luta do Mês de Novembro vs. Michael Chandler[181]
  - 2018: Luta do Ano vs. Justin Gaethje[182]
- MMAWeekly.com
  - 2018: Luta do Ano vs. Justin Gaethje[183]
- MMA Fighting
  - 2018: Luta do Ano vs. Justin Gaethje[184]
  - 2024: Terceiro Time All-Star de MMA[185]
- Wrestling Observer Newsletter
  - 2012: Luta do Ano vs. Chan Sung Jung em 15 de maio[186]
  - 2018: Luta do Ano vs. Justin Gaethje em 14 de abril[187]
- World MMA Awards
  - 2019 – Julho de 2020: Espírito de Luta do Ano por caridade - Good Fight Foundation[188]
- Bloody Elbow
  - 2012: Luta do Ano vs. The Korean Zombie no UFC on Fuel TV: Korean Zombie vs. Poirier[189]

## Cartel no MMA
| Cartel no MMA   |             |             |
| 41 lutas        | 30 vitórias | 10 derrotas |
| Por nocaute     | 15          | 3           |
| Por finalização | 8           | 4           |
| Por decisão     | 7           | 3           |
| No contest      | 1           | 1           |

| Res.    | Cartel    | Oponente              | Método                                       | Evento                                                   | Data       | Round | Tempo | Local                       | Notas                                                                                |
| ------- | --------- | --------------------- | -------------------------------------------- | -------------------------------------------------------- | ---------- | ----- | ----- | --------------------------- | ------------------------------------------------------------------------------------ |
| Derrota | 30-10 (1) | Max Holloway          | Decisão (unânime)                            | UFC 318: Holloway vs. Poirier 3                          | 19/07/2025 | 5     | 5:00  | New Orleans, Louisiana      | Pelo cinturão simbólico "BMF" do UFC.                                                |
| Derrota | 30-9 (1)  | Islam Makhachev       | Finalização (estrangulamento d'arce)         | UFC 302: Makhachev vs. Poirier                           | 01/06/2024 | 5     | 2:42  | Newark, New Jersey          | Pelo Cinturão Peso Leve do UFC; Luta da Noite.                                       |
| Vitória | 30-8 (1)  | Benoît Saint Denis    | Nocaute (socos)                              | UFC 299: O'Malley vs. Vera 2                             | 09/03/2024 | 2     | 2:32  | Miami, Flórida              | Luta da Noite.                                                                       |
| Derrota | 29-8 (1)  | Justin Gaethje        | Nocaute (chute na cabeça)                    | UFC 291: Poirier vs. Gaethje 2                           | 29/07/2023 | 2     | 1:00  | Salt Lake City, Utah        | Pelo cinturão simbólico "BMF" do UFC.                                                |
| Vitória | 29-7 (1)  | Michael Chandler      | Finalização (mata-leão)                      | UFC 281: Adesanya vs. Pereira                            | 12/11/2022 | 3     | 2:00  | Nova Iorque, Nova Iorque    | Luta da Noite.                                                                       |
| Derrota | 28-7 (1)  | Charles Oliveira      | Finalização (mata-leão)                      | UFC 269: Oliveira vs. Poirier                            | 11/12/2021 | 3     | 1:02  | Las Vegas, Nevada           | Pelo Cinturão Peso Leve do UFC.                                                      |
| Vitória | 28-6 (1)  | Conor McGregor        | Nocaute Técnico (interrupção médica)         | UFC 264: Poirier vs. McGregor 3                          | 10/07/2021 | 1     | 5:00  | Las Vegas, Nevada           |                                                                                      |
| Vitória | 27-6 (1)  | Conor McGregor        | Nocaute Técnico (socos)                      | UFC 257: Poirier vs. McGregor 2                          | 23/01/2021 | 2     | 2:32  | Abu Dhabi                   | Performance da Noite.                                                                |
| Vitória | 26-6 (1)  | Dan Hooker            | Decisão (unânime)                            | UFC on ESPN: Poirier vs. Hooker                          | 27/06/2020 | 5     | 5:00  | Las Vegas, Nevada           | Luta da Noite.                                                                       |
| Derrota | 25-6 (1)  | Khabib Nurmagomedov   | Finalização (mata-leão)                      | UFC 242: Khabib vs. Poirier                              | 07/09/2019 | 3     | 2:06  | Abu Dhabi                   | Pelo Cinturão Peso Leve do UFC.                                                      |
| Vitória | 25-5 (1)  | Max Holloway          | Decisão (unânime)                            | UFC 236: Holloway vs. Poirier 2                          | 13/04/2019 | 5     | 5:00  | Atlanta, Geórgia            | Ganhou o Cinturão Peso Leve Interino do UFC; Luta da Noite                           |
| Vitória | 24-5 (1)  | Eddie Alvarez         | Nocaute Técnico (socos)                      | UFC on Fox: Alvarez vs. Poirier II                       | 28/07/2018 | 2     | 4:05  | Calgary, Alberta            | Performance da Noite.                                                                |
| Vitória | 23-5 (1)  | Justin Gaethje        | Nocaute Técnico (socos)                      | UFC on Fox: Poirier vs. Gaethje                          | 14/04/2018 | 4     | 0:33  | Glendale, Arizona           | Luta da Noite. Gaethje perdeu um ponto no 3º round por repetidos dedos no olho.      |
| Vitória | 22-5 (1)  | Anthony Pettis        | Finalização (lesão na costela)               | UFC Fight Night: Poirier vs. Pettis                      | 11/11/2017 | 3     | 2:08  | Norfolk, Virginia           | Luta da Noite.                                                                       |
| NC      | 21-5 (1)  | Eddie Alvarez         | Sem Resultado (joelhadas ilegais)            | UFC 211: Miocic vs. Dos Santos 2                         | 13/05/2017 | 2     | 4:12  | Dallas, Texas               | Alvarez acertou joelhadas ilegais na cabeça de Poirier, que era um oponente no chão. |
| Vitória | 21-5      | Jim Miller            | Decisão (majoritária)                        | UFC 208: Holm vs. de Randamie                            | 11/02/2017 | 3     | 5:00  | New York, New York          | Luta da Noite.                                                                       |
| Derrota | 20-5      | Michael Johnson       | Nocaute (socos)                              | UFC Fight Night: Poirier vs. Johnson                     | 17/09/2016 | 1     | 1:35  | Hidalgo, Texas              |                                                                                      |
| Vitória | 20-4      | Bobby Green           | Nocaute (socos)                              | UFC 199: Rockhold vs. Weidman II                         | 04/06/2016 | 1     | 2:53  | Inglewood, California       |                                                                                      |
| Vitória | 19-4      | Joseph Duffy          | Decisão (unânime)                            | UFC 195: Lawler vs. Condit                               | 02/01/2016 | 3     | 5:00  | Las Vegas, Nevada           |                                                                                      |
| Vitória | 18-4      | Yancy Medeiros        | Nocaute Técnico (chute no corpo e socos)     | UFC Fight Night: Boetsch vs. Henderson                   | 06/06/2015 | 1     | 2:38  | New Orleans, Louisiana      | Luta em peso casado (72,1 kg); Medeiros não bateu o peso. Performance da Noite.      |
| Vitória | 17-4      | Carlos Diego Ferreira | Nocaute (socos)                              | UFC Fight Night: Mendes vs. Lamas                        | 04/04/2015 | 1     | 3:45  | Fairfax, Virgínia           | Retorno ao peso-leve. Performance da Noite.                                          |
| Derrota | 16-4      | Conor McGregor        | Nocaute Técnico (socos)                      | UFC 178: Johnson vs. Cariaso                             | 27/09/2014 | 1     | 1:46  | Las Vegas, Nevada           |                                                                                      |
| Vitória | 16-3      | Akira Corassani       | Nocaute Técnico (socos)                      | The Ultimate Fighter Nations Finale: Bisping vs. Kennedy | 16/04/2014 | 2     | 0:42  | Quebec City, Quebec         | Luta da Noite.                                                                       |
| Vitória | 15-3      | Diego Brandão         | Nocaute (socos)                              | UFC 168: Weidman vs. Silva II                            | 28/12/2013 | 1     | 4:54  | Las Vegas, Nevada           | Luta em peso casado (68,7 kg); Brandão não bateu o peso.                             |
| Vitória | 14-3      | Erik Koch             | Decisão (unânime)                            | UFC 164: Henderson vs. Pettis II                         | 31/08/2013 | 3     | 5:00  | Milwaukee, Wisconsin        |                                                                                      |
| Derrota | 13-3      | Cub Swanson           | Decisão (unânime)                            | UFC on Fuel TV: Barão vs. McDonald                       | 16/02/2013 | 3     | 5:00  | Londres                     |                                                                                      |
| Vitória | 13-2      | Jonathan Brookins     | Finalização (estrangulamento d'arce)         | The Ultimate Fighter: Team Carwin vs. Team Nelson Finale | 15/12/2012 | 1     | 4:15  | Las Vegas, Nevada           |                                                                                      |
| Derrota | 12-2      | Chan Sung Jung        | Finalização Técnica (estrangulamento d'arce) | UFC on Fuel TV: Korean Zombie vs. Poirier                | 15/05/2012 | 4     | 1:07  | Fairfax, Virginia           | Luta da Noite.                                                                       |
| Vitória | 12-1      | Max Holloway          | Finalização (triângulo com chave de braço)   | UFC 143: Diaz vs. Condit                                 | 04/02/2012 | 1     | 3:23  | Las Vegas, Nevada           | Finalização da Noite                                                                 |
| Vitória | 11-1      | Pablo Garza           | Finalização (estrangulamento d'arce)         | UFC on Fox: Velasquez vs. Dos Santos                     | 12/11/2011 | 2     | 1:32  | Anaheim, California         |                                                                                      |
| Vitória | 10-1      | Jason Young           | Decisão (unânime)                            | UFC 131: Dos Santos vs. Carwin                           | 11/06/2011 | 3     | 5:00  | Vancouver, British Columbia |                                                                                      |
| Vitória | 9-1       | Josh Grispi           | Decisão (unânime)                            | UFC 125: Resolution                                      | 01/01/2011 | 3     | 5:00  | Las Vegas, Nevada           | Estreia no peso-pena.                                                                |
| Vitória | 8-1       | Zach Micklewright     | Nocaute Técnico (socos)                      | WEC 52: Faber vs. Mizugaki                               | 11/11/2010 | 1     | 0:53  | Las Vegas, Nevada           |                                                                                      |
| Derrota | 7-1       | Danny Castillo        | Decisão (unânime)                            | WEC 50: Cruz vs. Benavidez                               | 18/08/2010 | 3     | 5:00  | Las Vegas, Nevada           |                                                                                      |
| Vitória | 7-0       | Derek Gauthier        | Nocaute (socos)                              | Ringside MMA 7                                           | 18/06/2010 | 1     | 0:57  | Montreal, Quebec            |                                                                                      |
| Vitória | 6-0       | Derrick Krantz        | Finalização (chave de braço)                 | USA MMA 11                                               | 06/03/2010 | 2     | 3:35  | Lafayette, Louisiana        |                                                                                      |
| Vitória | 5-0       | Ronny Lis             | Finalização (chave de braço)                 | USA MMA 10                                               | 13/11/2009 | 1     | 0:51  | Lake Charles, Louisiana     |                                                                                      |
| Vitória | 4-0       | Daniel Watts          | Nocaute (socos)                              | Bang FC 10                                               | 31/10/2009 | 1     | 1:26  | Greenville, Mississippi     |                                                                                      |
| Vitória | 3-0       | Joe Torrez            | Nocaute Técnico (socos)                      | USA MMA 8                                                | 01/08/2009 | 1     | 2:37  | New Iberia, Luisiana        |                                                                                      |
| Vitória | 2-0       | Nate Jolly            | Finalização (chave de braço)                 | Cajun FC 1                                               | 26/06/2009 | 2     | 3:54  | New Iberia, Luisiana        |                                                                                      |
| Vitória | 1-0       | Aaron Suarez          | Nocaute (socos)                              | USA MMA 7                                                | 16/05/2009 | 1     | 1:19  | Shreveport, Luisiana        |                                                                                      |

## Lutas em pay-per-view
| N. | Evento                          | Data                   | Local                  | Cidade                 | Vendas de PPV |
| -- | ------------------------------- | ---------------------- | ---------------------- | ---------------------- | ------------- |
| 1. | UFC 236: Holloway vs. Poirier 2 | 13 de abril de 2019    | State Farm Arena       | Atlanta, Geórgia       | 100.000       |
| 2. | UFC 242: Khabib vs. Poirier     | 7 de setembro de 2019  | The Arena, Ilha de Yas | Abu Dhabi              | 1.000.000     |
| 3. | UFC 257: Poirier vs. McGregor 2 | 24 de janeiro de 2021  | Etihad Arena           | Abu Dhabi              | 1.600.000     |
| 4. | UFC 264: Poirier vs. McGregor 3 | 10 de julho de 2021    | T-Mobile Arena         | Las Vegas, Nevada      | 1.800.000     |
| 5. | UFC 269: Oliveira vs. Poirier   | 12 de dezembro de 2021 | T-Mobile Arena         | Las Vegas, Nevada      | 500.000       |
| 6. | UFC 291: Poirier vs. Gaethje 2  | 29 de julho de 2023    | Delta Center           | Salt Lake City, Utah   | Não divulgado |
| 7. | UFC 302: Makhachev vs. Poirier  | 1 de junho de 2024     | Prudential Center      | Newark, Nova Jérsei    | Não divulgado |
| 8. | UFC 318: Holloway vs. Poirier 3 | 19 de julho de 2025    | Smoothie King Center   | Nova Orleães, Luisiana | Não divulgado |